# Qualificazioni al campionato europeo maschile di pallavolo 2009
Le qualificazioni per il campionato europeo maschile di pallavolo 2009, le cui fasi finali si tennero in Turchia, si svolsero tra i mesi di maggio e settembre 2008. Vi parteciparono 31 squadre nazionali europee.
Dopo il primo turno, le squadre sono state divise in 6 gruppi da 4: le vincenti di ogni girone sono state ammesse agli europei mentre le seconde classificate hanno disputato i play-off. In totale 9 squadre hanno ottenuto la qualificazione.

## Squadre partecipanti
| - Albania - Austria - Azerbaigian - Belgio - Bielorussia - Bosnia ed Erzegovina - Bulgaria - Cipro | - Croazia - Danimarca - Estonia - Francia - Grecia - Israele - Lettonia - Lussemburgo | - Macedonia - Moldavia - Montenegro - Norvegia - Paesi Bassi - Polonia - Portogallo - Regno Unito | - Rep. Ceca - Romania - Slovacchia - Slovenia - Svezia - Ucraina - Ungheria |

## Prima fase

### Squadre partecipanti
| - Albania - Austria - Azerbaigian - Cipro - Danimarca - Israele - Lussemburgo | - Macedonia - Moldavia - Montenegro - Norvegia - Regno Unito - Romania - Svezia |

### Qualificate alla seconda fase
- Regno Unito
- Montenegro
- Macedonia
- Svezia
- Israele
- Romania
- Azerbaigian

## Seconda fase

### Squadre partecipanti
| - Azerbaigian - Belgio - Bielorussia - Bosnia ed Erzegovina - Bulgaria - Croazia | - Estonia - Francia - Grecia - Israele - Lettonia - Macedonia | - Montenegro - Paesi Bassi - Polonia - Portogallo - Regno Unito - Rep. Ceca | - Romania - Slovacchia - Slovenia - Svezia - Ucraina - Ungheria |

### Gironi
| Gruppo A                             | Gruppo B                                  | Gruppo C                                           | Gruppo D                         | Gruppo E                            | Gruppo F                            |
| ------------------------------------ | ----------------------------------------- | -------------------------------------------------- | -------------------------------- | ----------------------------------- | ----------------------------------- |
| Rep. Ceca Romania Slovacchia Ucraina | Azerbaigian Lettonia Paesi Bassi Slovenia | Bielorussia Bosnia ed Erzegovina Francia Macedonia | Belgio Grecia Regno Unito Svezia | Bulgaria Croazia Israele Portogallo | Estonia Montenegro Polonia Ungheria |

### Qualificate agli europei
- Slovacchia
- Paesi Bassi
- Francia
- Grecia
- Bulgaria
- Estonia

### Qualificate alla terza fase
- Rep. Ceca
- Slovenia
- Macedonia
- Belgio
- Portogallo
- Polonia

## Terza fase

### Squadre partecipanti
- Belgio
- Macedonia
- Polonia
- Portogallo
- Rep. Ceca
- Slovenia

### Qualificate agli europei
- Rep. Ceca
- Slovenia
- Polonia

## Tutte le squadre qualificate
- Turchia (paese organizzatore)
- Spagna (1º posto nel campionato europeo 2007)
- Russia (2º posto nel campionato europeo 2007)
- Serbia (3º posto nel campionato europeo 2007)
- Finlandia (4º posto nel campionato europeo 2007)
- Germania (5º posto nel campionato europeo 2007)
- Italia (6º posto nel campionato europeo 2007)
- Slovacchia (1º posto nel torneo qualificazione Girone A)
- Paesi Bassi (1º posto nel torneo qualificazione Girone B)
- Francia (1º posto nel torneo qualificazione Girone C)
- Grecia (1º posto nel torneo qualificazione Girone D)
- Bulgaria (1º posto nel torneo qualificazione Girone E)
- Estonia (1º posto nel torneo qualificazione Girone F)
- Polonia (Spareggio)
- Rep. Ceca (Spareggio)
- Slovenia (Spareggio)